# Communauté de communes
Een communauté de communes is een samenwerkingsverband tussen Franse gemeentes die de status van een onafhankelijke rechtspersoon heeft. Frankrijk heeft relatief kleine gemeentes en door middel van een dergelijk samenwerkingsverband met omringende gemeentes kunnen bepaalde zaken efficiënter en goedkoper geregeld worden. Als dusdanig is een communauté de communes dus vooral interessant voor dunbevolkte plattelandsgemeentes. 
Het is echter niet een officiële bestuurslaag tussen de gemeente en het departement. Lang niet alle gemeentes zijn ook aangesloten bij een dergelijk overkoepelend verband: in 2009 waren er 2.406 communautés de communes met een gezamenlijk inwoneraantal van 27,5 miljoen zielen. 
Een voorbeeld hiervan is Communauté de communes du pays de Lure.